# Rémy-Édouard Jacquemin
Pour les articles homonymes, voir jacquemin.
Rémy-Édouard Jacquemin est un architecte français né à Metz en 1844 et mort dans la même ville le 15 août 1906. Actif dans la seconde moitié du XIXe siècle, il fut l'architecte de nombreux édifices religieux en Moselle.

## Biographie
Rémy-Édouard Jacquemin est le fils de l'architecte Claude Jacquemin (1818 à Chanville - 1890 à Nancy), qui avait créé une entreprise de construction et de marbrerie à Metz en 1852, avant de se retirer à Nancy, après la guerre franco-allemande de 1870 et l'annexion de Metz à l'Empire allemand. Le père de Rémy Édouard Jacquemin, qui fut l'architecte de nombreuses églises en Moselle, a aussi construit la basilique Saint-Epvre de Nancy.

## Carrière
Rémy-Édouard Jacquemin s'est formé à l'architecture auprès de son père, puis à l'École des beaux-arts de Paris et à l'académie des beaux-arts de Vienne, alors capitale de l'Empire austro-hongrois. 
Devenu le dirigeant de la Maison Jacquemin à Metz, Rémy-Édouard Jacquemin construit de nombreuses églises dans la région, à Peltre, Esch-sur-Alzette, Florange, Foville, Lixing, Hayange, ou encore Montbronn. Il participe aussi aux travaux de restauration partielle de la flèche de la cathédrale de Metz.
En 1872, le curé de l'église Saint-Martin de Metz, Mgr Fleck, lui confie la restauration de l'église. L'évêque de Metz, Mgr Paul Dupont des Loges, lui confie la construction d'églises et de chapelles. Quand Mgr Fleck devient évêque de Metz, en 1881, il lui confie également les travaux d'agrandissement du petit séminaire de Montigny-lès-Metz. 

## Son œuvre
À partir de 1870, Rémy-Édouard Jacquemin construisit vingt-trois églises, en agrandit sept, en restaura quarante-sept, éleva six clochers refait à neufs, et construit dix-neuf chapelles. Il réalisa également du mobilier d'église, comme les autels de l'église Saint-Nicolas de Thionville, et des monuments funéraires. 
Pour son œuvre, Rémy-Édouard Jacquemin devient membre de l'Académie de Metz en 1877 et en devient le président en 1887, fonction qu'il occupa jusqu'en 1888. Vers 1883, Rémy-Édouard Jacquemin devint également membre de la commission formée à Strasbourg pour la restauration des monuments historiques d'Alsace-Lorraine.

## Parenté
Rémy-Édouard Jacquemin est le père de l'architecte Édouard Jacquemin (1873-1956). Ses frères Charles Jacquemin (né en 1849), Émile Jacquemin (1850-1907), et Nicolas Édouard Jacquemin (né en 1853) furent aussi architectes.  

## Distinction
Le pape Léon XIII l'a décoré de l'ordre de Saint-Sylvestre Pape et de l’Éperon d’or en 1887. 